# Železniční trať Chomutov–Vejprty
Železniční trať Chomutov–Vejprty (v jízdním řádu pro cestující označená číslem 137) je jednokolejná neelektrizovaná regionální dráha v Ústeckém kraji. Provozovatelem je od 1. července 2008 Správa železnic, v té době byla dráha ještě úsekem celostátní dráhy.

## Historie
Záměr postavit železnici ze saského Chemnitz do Annabergu s pokračováním do Vejprt a Chomutova vznikl již v roce 1854 a navázal na starší myšlenku z roku 1839. Hlavním důvodem pro stavbu dráhy byla možnost dopravy hnědého uhlí z Mostecké pánve do Saska. Povolení pro stavbu českého úseku trati vydal 10. prosince 1868 ministr obchodu Ignaz von Plener. Koncesi na stavbu trati obdržela Buštěhradská dráha, která trať napojila na svou železniční síť. Stavba byla zahájena slavnostním výkopem 18. srpna 1869 a provoz byl zahájen 1. srpna 1872. Technicky náročná trať z Chomutova stoupá na hřeben Krušných hor a poblíž Kovářské překonává nadmořskou výšku 875 metrů. Dále klesá k vejprtskému nádraží ve výšce 715 metrů.
Od roku 1900 plánované propojení trati z Vejprt do Karlových Varů s tunelem pod Klínovcem a napojení na Přísečnickou dráhu v Jöhstadtu se kvůli první světové válce neuskutečnilo. V roce 1909 byla na náklady města Vejprty a firmy Kannenberger zřízena zastávka v Novém Zvolání a začalo také rozšiřování vejprtského nádraží. Jízdné ve třetí třídě na trase z Chomutova do Vejprt stálo 1,70 korun v roce 1903 a 2,80 korun v roce 1911.
Po vzniku Československa byla Buštěhradská dráha 14. července 1923 zestátněna a její tratě byly začleněny do sítě československých státních drah. Kromě nákladního provozu tehdy trať až do roku 1928 denně využívalo okolo 800 lidí, kteří dojížděli za prací do Vejprt, a další stovky lidí, kteří jezdili za prací do Německa. Jednou týdně do Vejprt jezdil rekreační rychlík z Prahy. Intenzivní využití trati ukončila velká hospodářská krize.
Před vypuknutím druhé světové války čelili zaměstnanci dráhy útokům členů Sudetoněmecké strany, které vyvrcholily 25. září 1938, kdy henleinovci výbuchem zničili část trati u Vejprt, a způsobili vykolejení lokomotivy 344.502 s několika vagóny. Lehce zranění železničáři museli ustoupit ke stanovišti stráže obrany státu v Novém Zvolání. Čeští železničáři se po válce na trať vrátili 21. května 1945, kdy do Vejprt přijel obrněný vlak, jehož úkolem bylo zajistit bezpečnost na pohraniční trati.
Ve druhé polovině dvacátého století význam tratě upadal. Železniční svršek nebyl udržován, chátraly také nádražní budovy a trať byla celkově nerentabilní. V roce 1948 byl ukončen provoz na odbočce z Křimova do Reitzenhainu, ale přibližně do roku 1959 trať sloužila vlečka do stanice Hora Svatého Šebestiána. Přerušeno bylo také spojení s Německem a k jeho obnovení došlo až 1. srpna 1993. Následovala rekonstrukce pohraničního mostu financovaná z programu PHARE, která umožnila pravidelný provoz nákladních vlaků, z nichž první přes hranice projel 22. května 2001. Přesto provoz na trati nadále klesal a v roce 2006 se uvažovalo o úplném zastavení provozu. Od prosince 2007 jezdí po trati jen dva páry víkendových vlaků. Na jeden pár vlaků byla obvykle nasazena dvoudílná jednotka Desiro Classic, na druhý z nich motorový vůz řady 810 v letním období posílený o přípojný vůz Bdtax785, výjimečně Btax780 nebo BDtax782. Od jízdního řádu 2014/2015 jezdí vlaky pouze během víkendů a státních svátků v období od května do září. Od jízdního řádu 2019/2020 provozuje pravidelné osobní vlaky společnost Die Länderbahn CZ, která zde nasazuje jednotky RegioSprinter. Také se změnil počet párů vlaků. Místo dřívějších dvou zde nyní[kdy?] jezdí tři páry vlaků. Nově i odpoledne.[zdroj?]
V roce 2012 byla zbourána výpravní budova nádraží v Rusové. V dalším roce postihl stejný osud výpravní budovu ve stanici Domina a většinu vejprtského nádraží. Roku 2014 Správa železniční dopravní cesty zbořila také výpravní budovu v Černovicích. Zchátralou budovu v Kovářské z roku 1880 koupil v roce 2014 nový majitel a postupně ji opravuje.

## Navazující tratě

### Chomutov
- Železniční trať Praha – Lužná u Rakovníka – Chomutov/Rakovník
- Železniční trať Ústí nad Labem – Chomutov
- Železniční trať Chomutov–Cheb

### Křimov
- Železniční trať Křimov–Reitzenhain (zrušená trať)

### Vejprty
- Trať Vejprty – Annaberg-Buchholz unt Bf

## Galerie

Nádraží a zastávky na trati
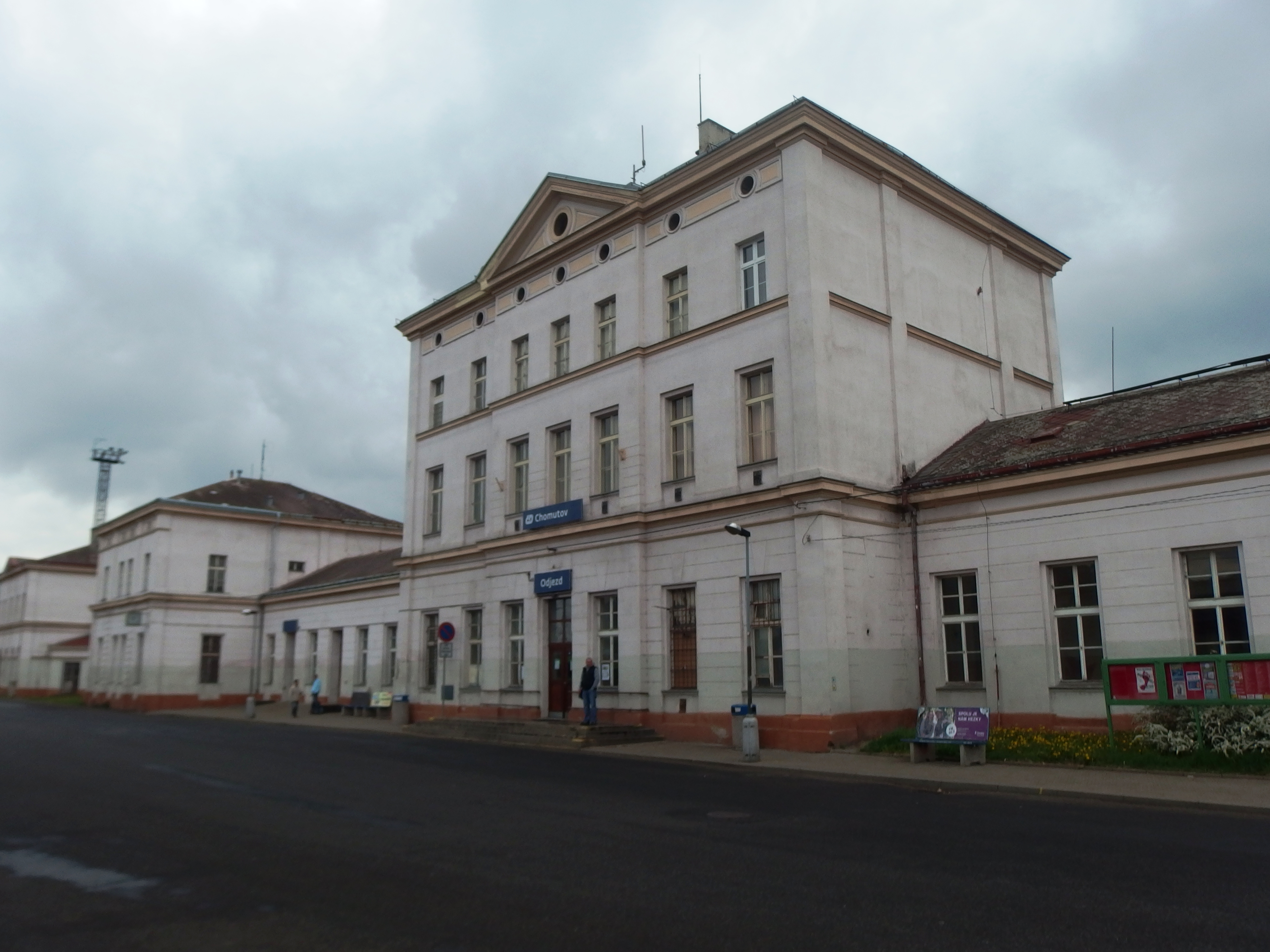
Chomutov
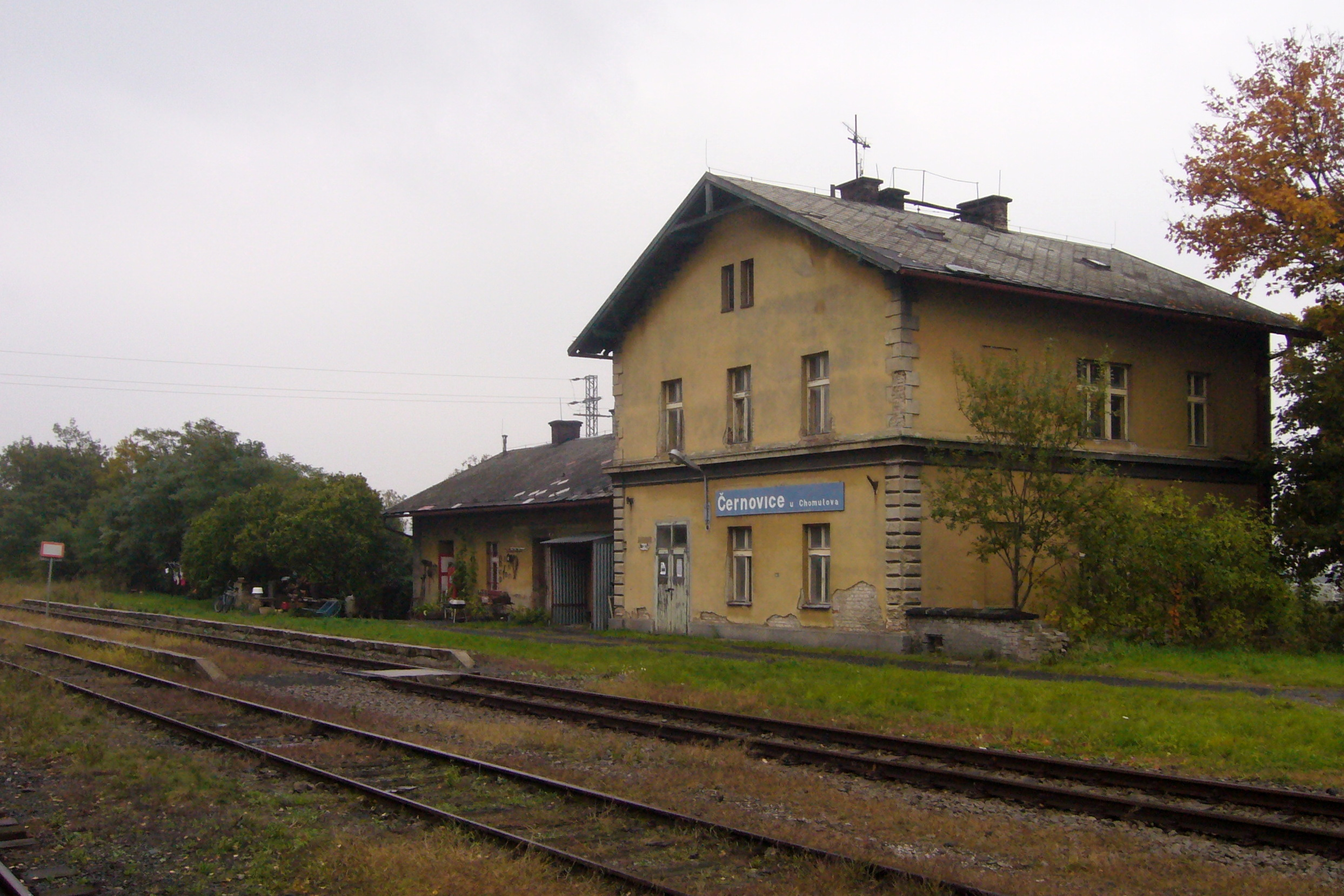
Černovice
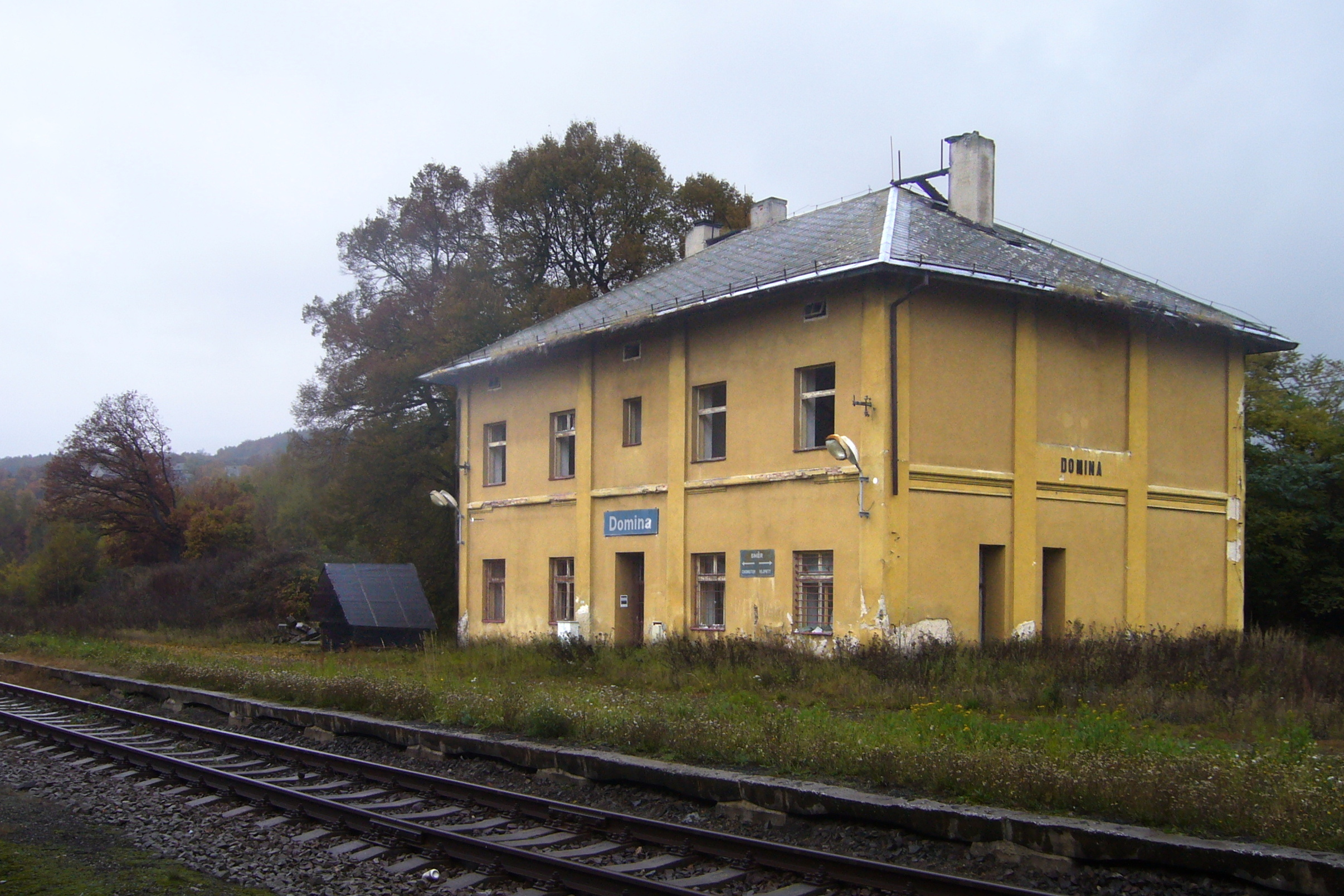
Domina před demolicí
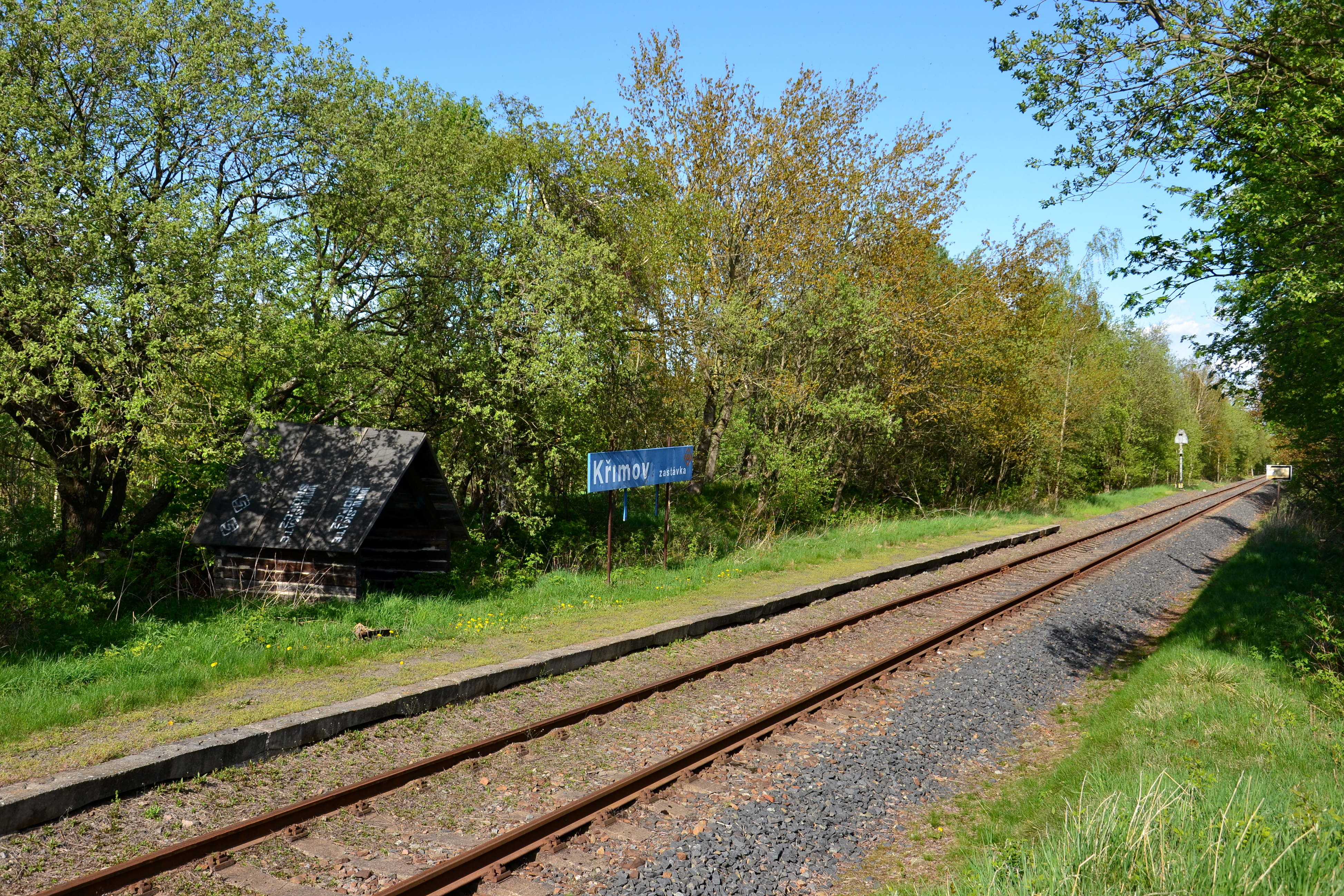
Křimov zastávka
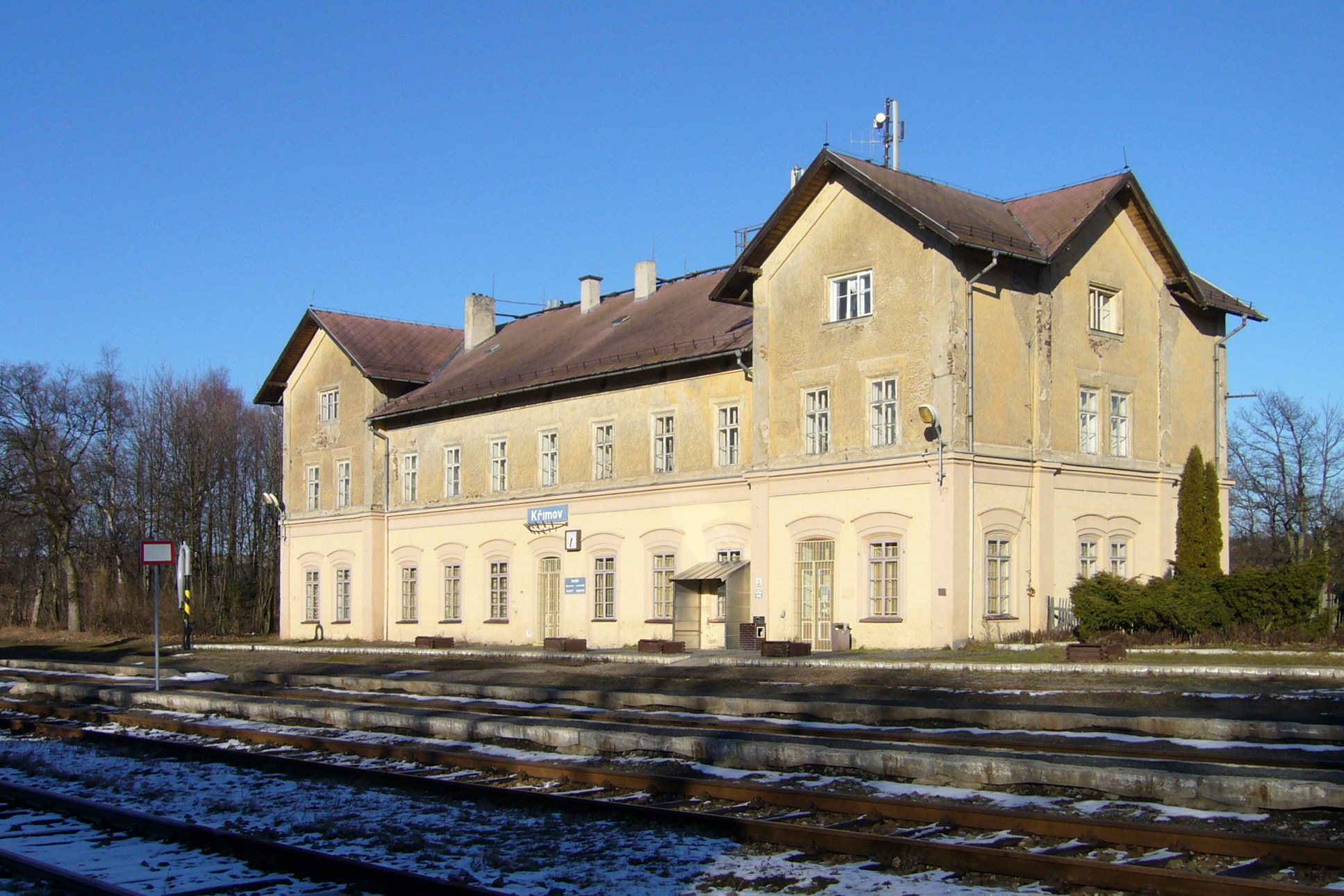
Křimov
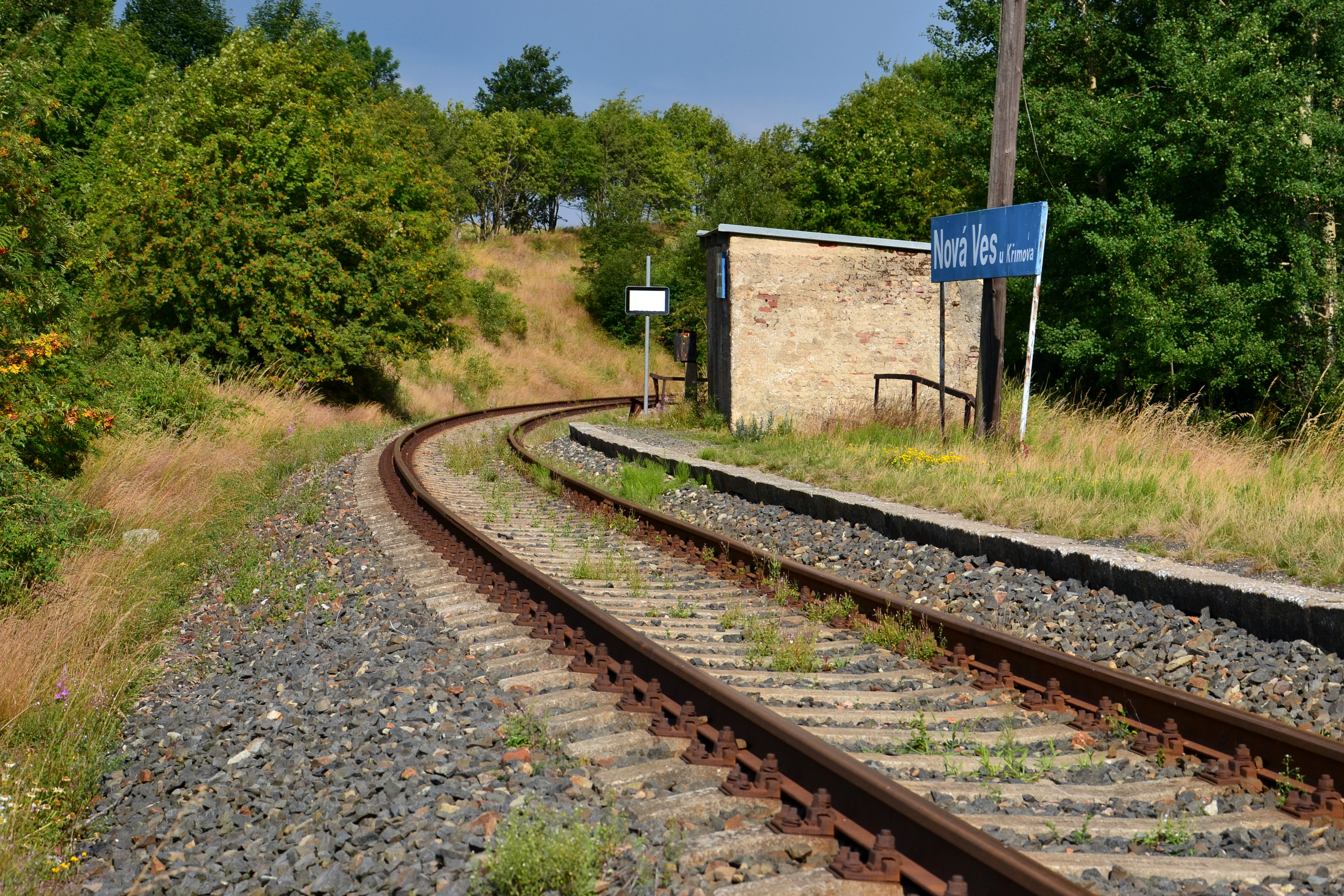
Nová Ves u Křimova
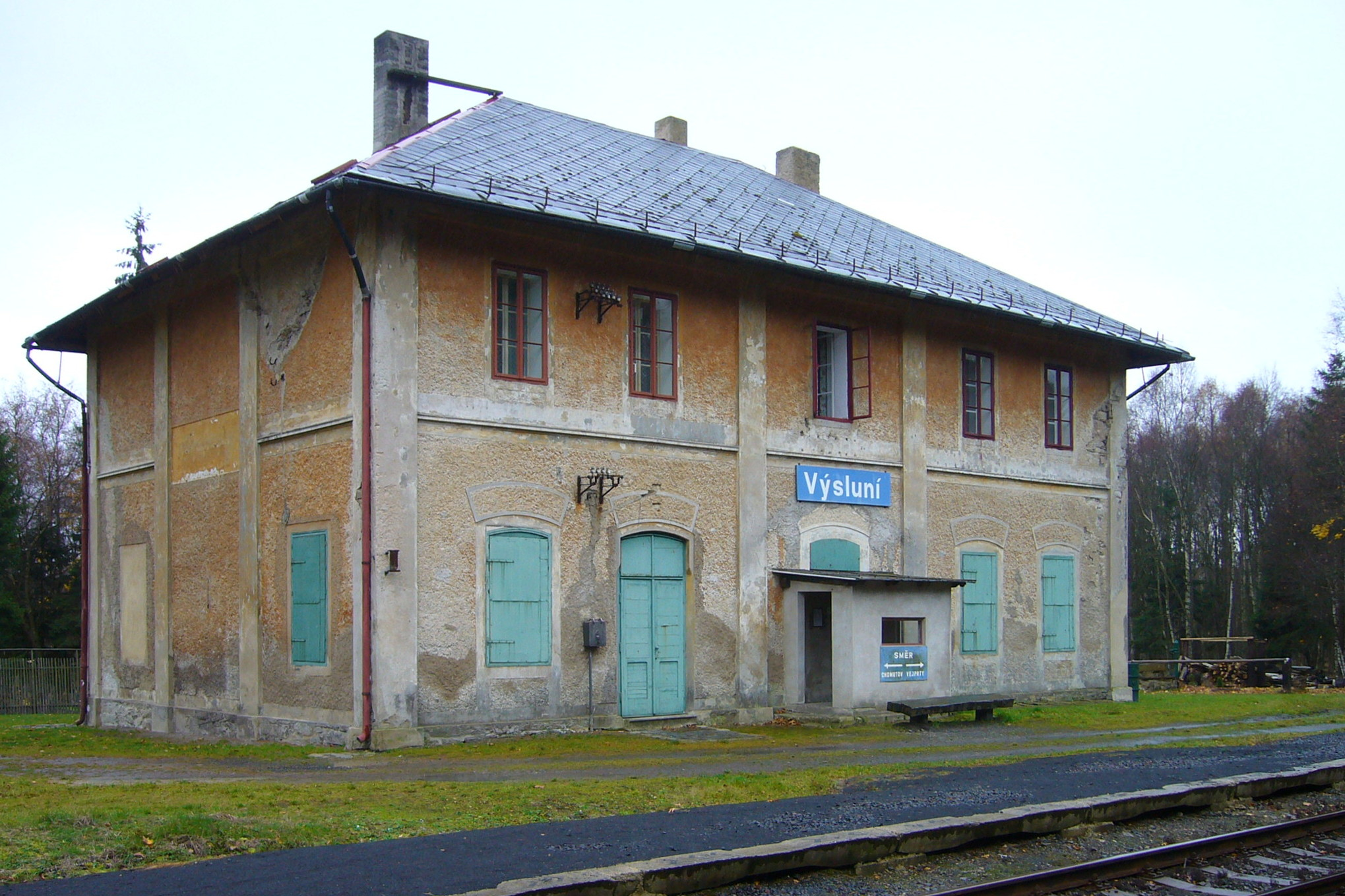
Výsluní
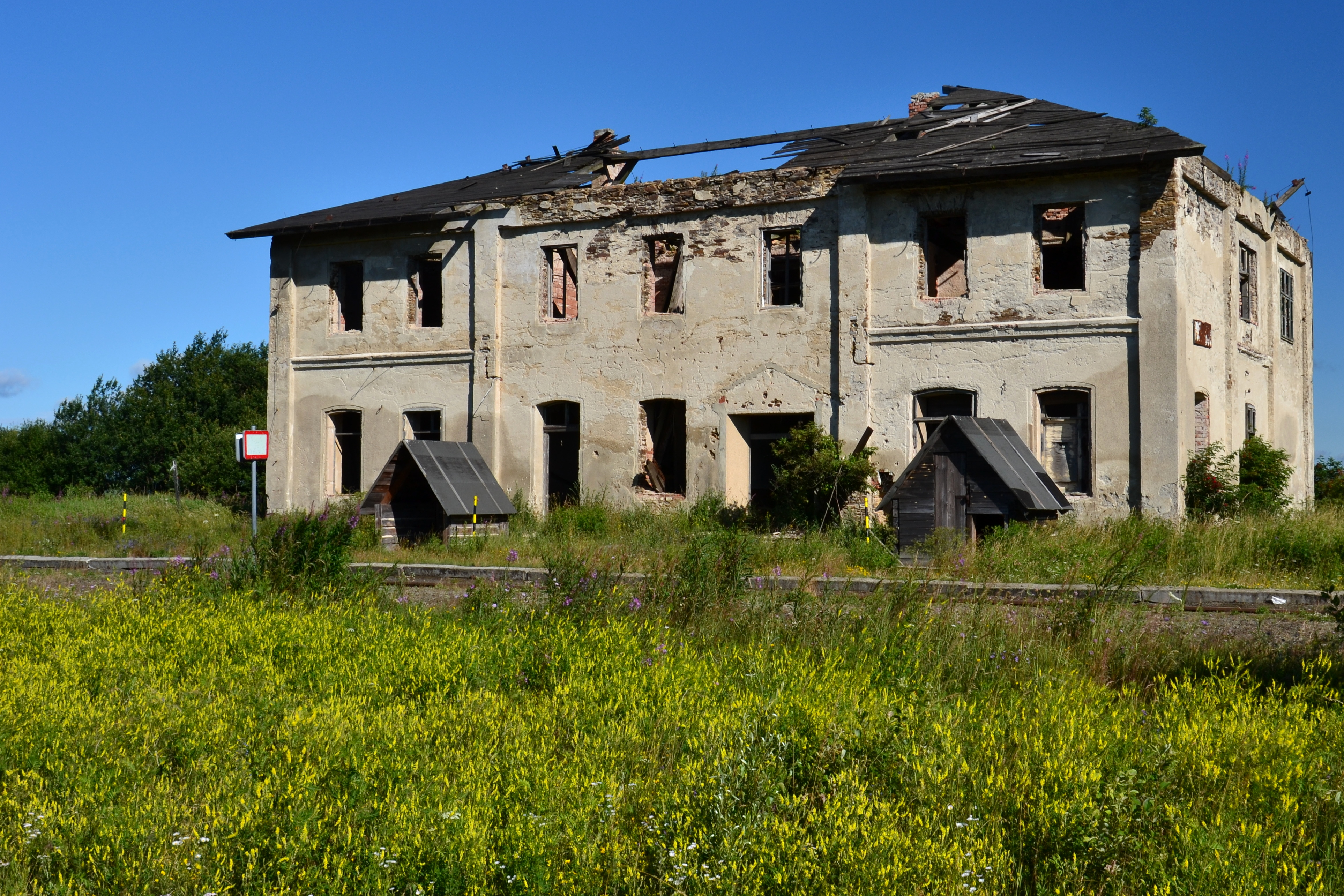
Rusová před demolicí
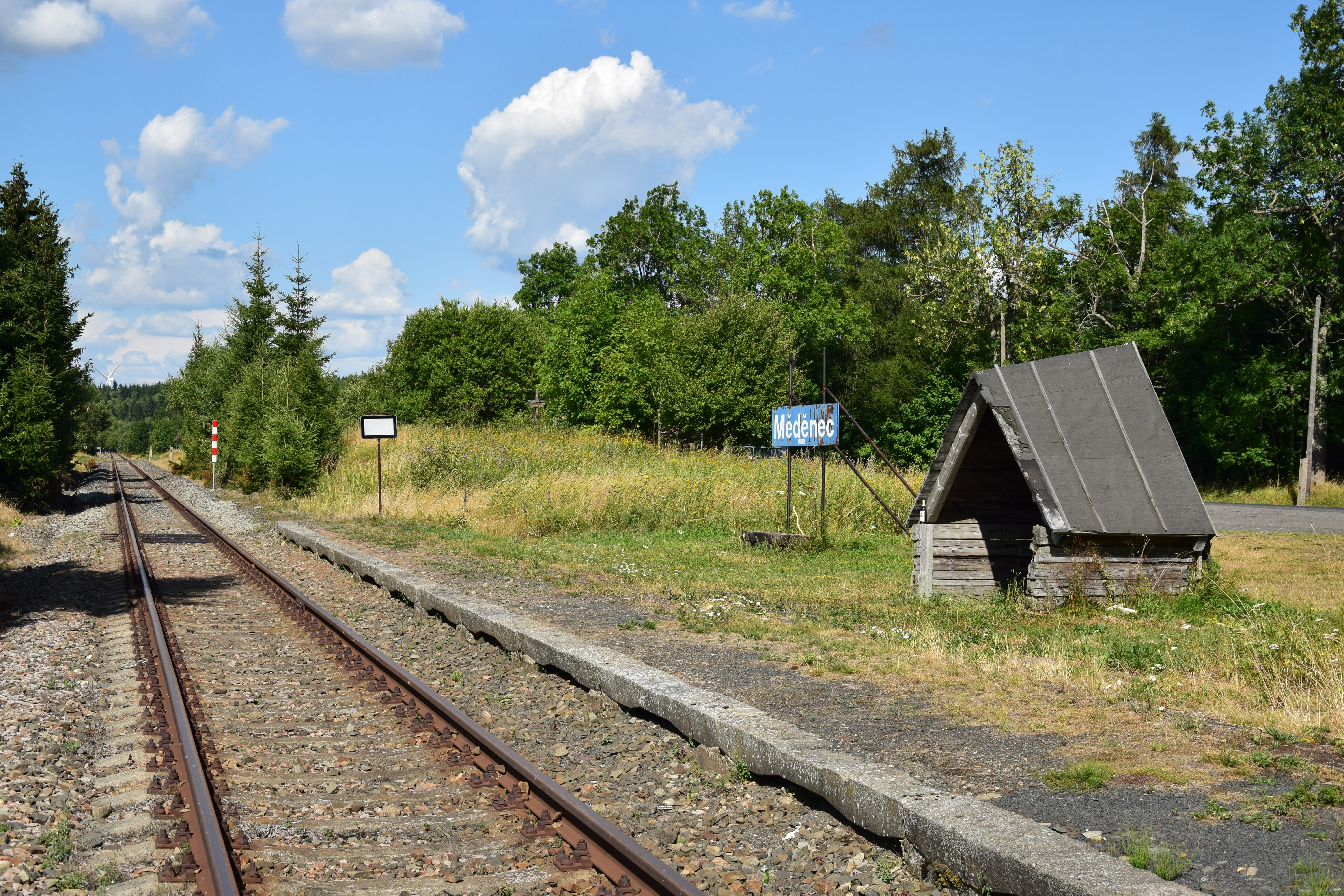
Měděnec
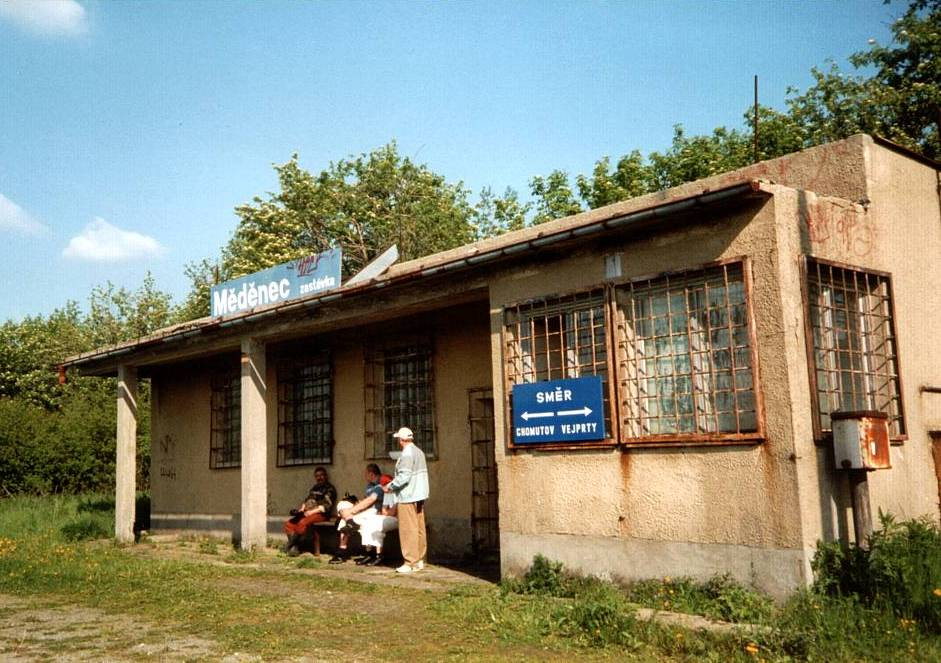
Měděnec zastávka
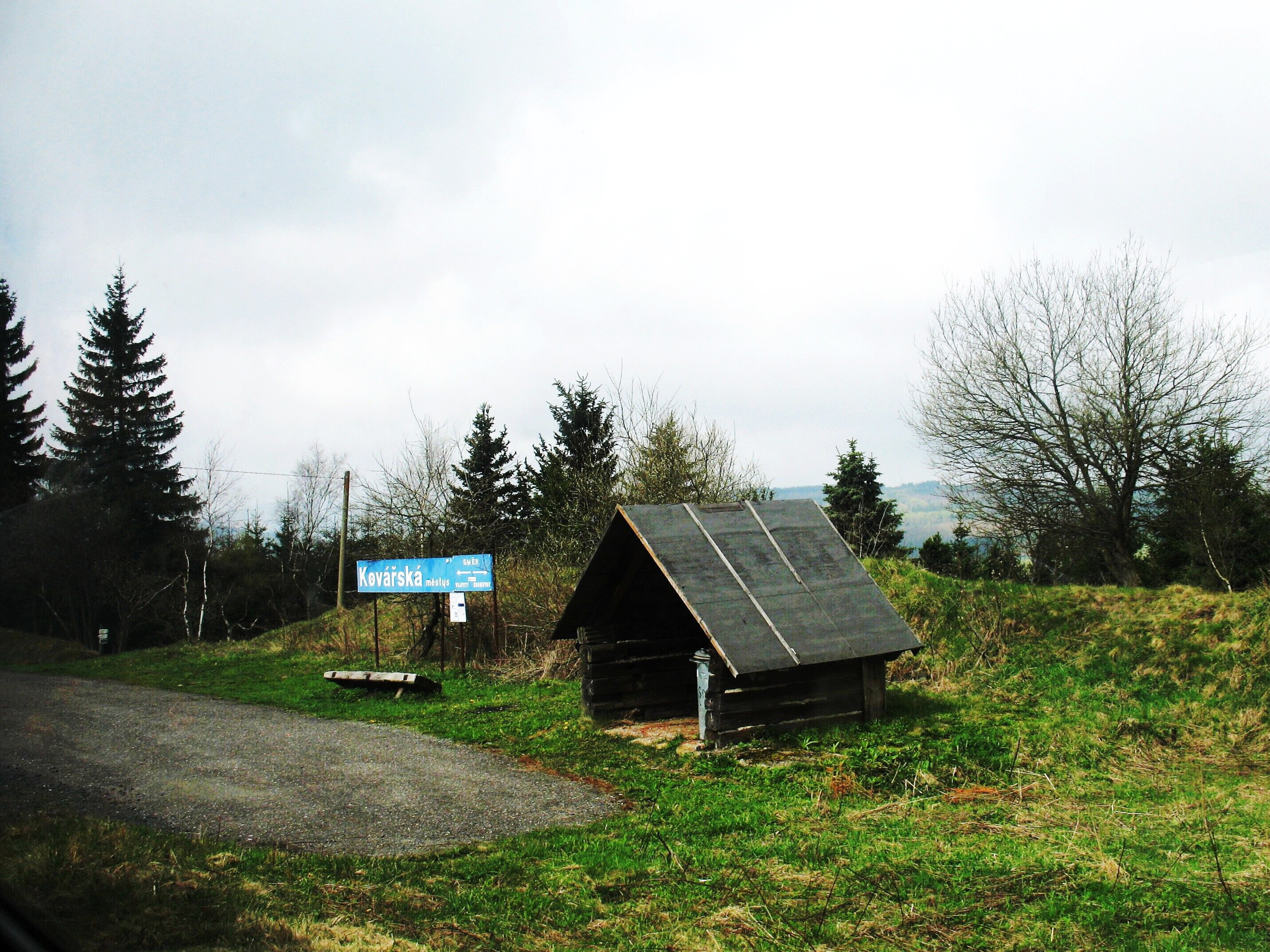
Kovářská městys
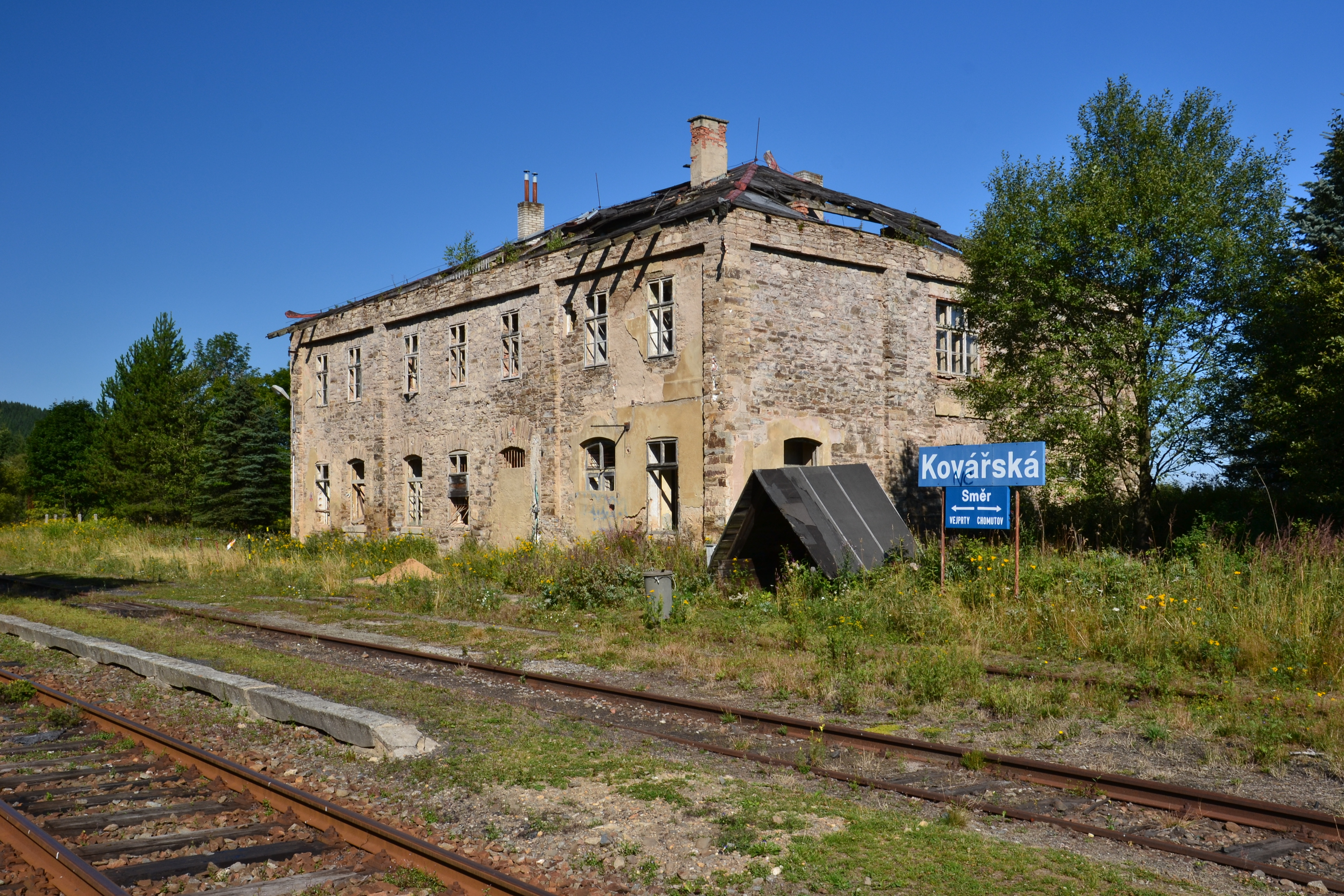
Kovářská
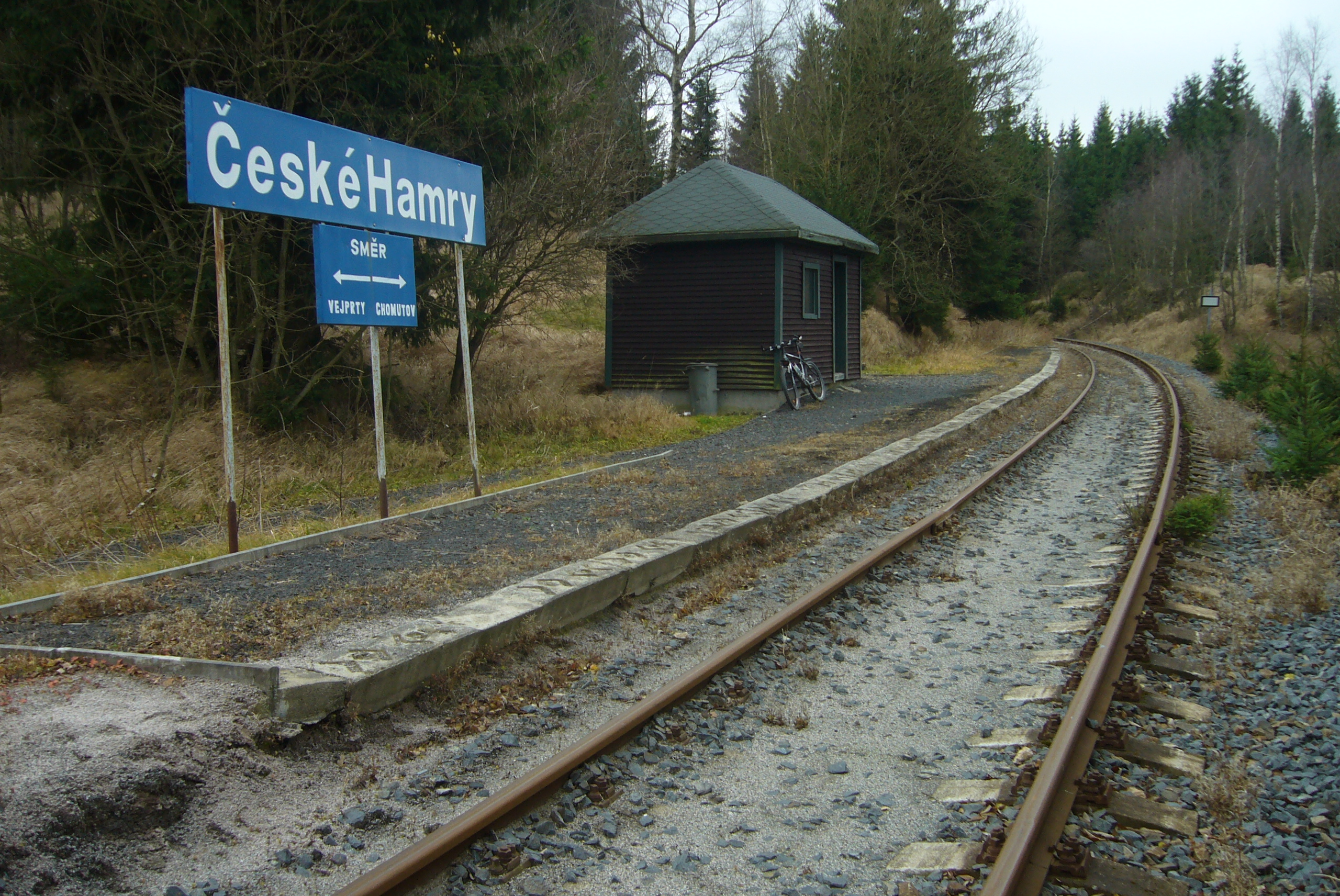
České Hamry
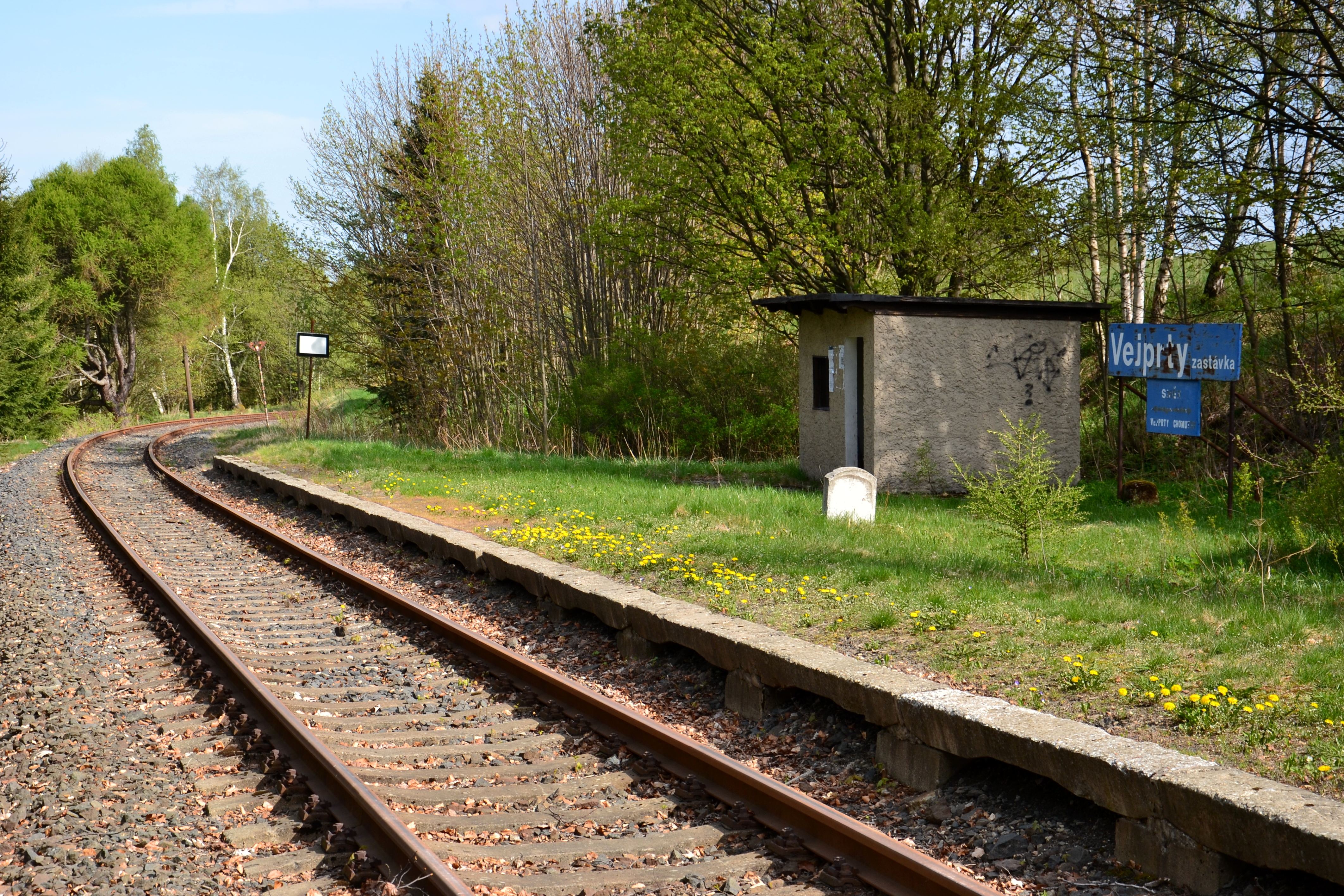
Vejprty zastávka (Nové Zvolání)
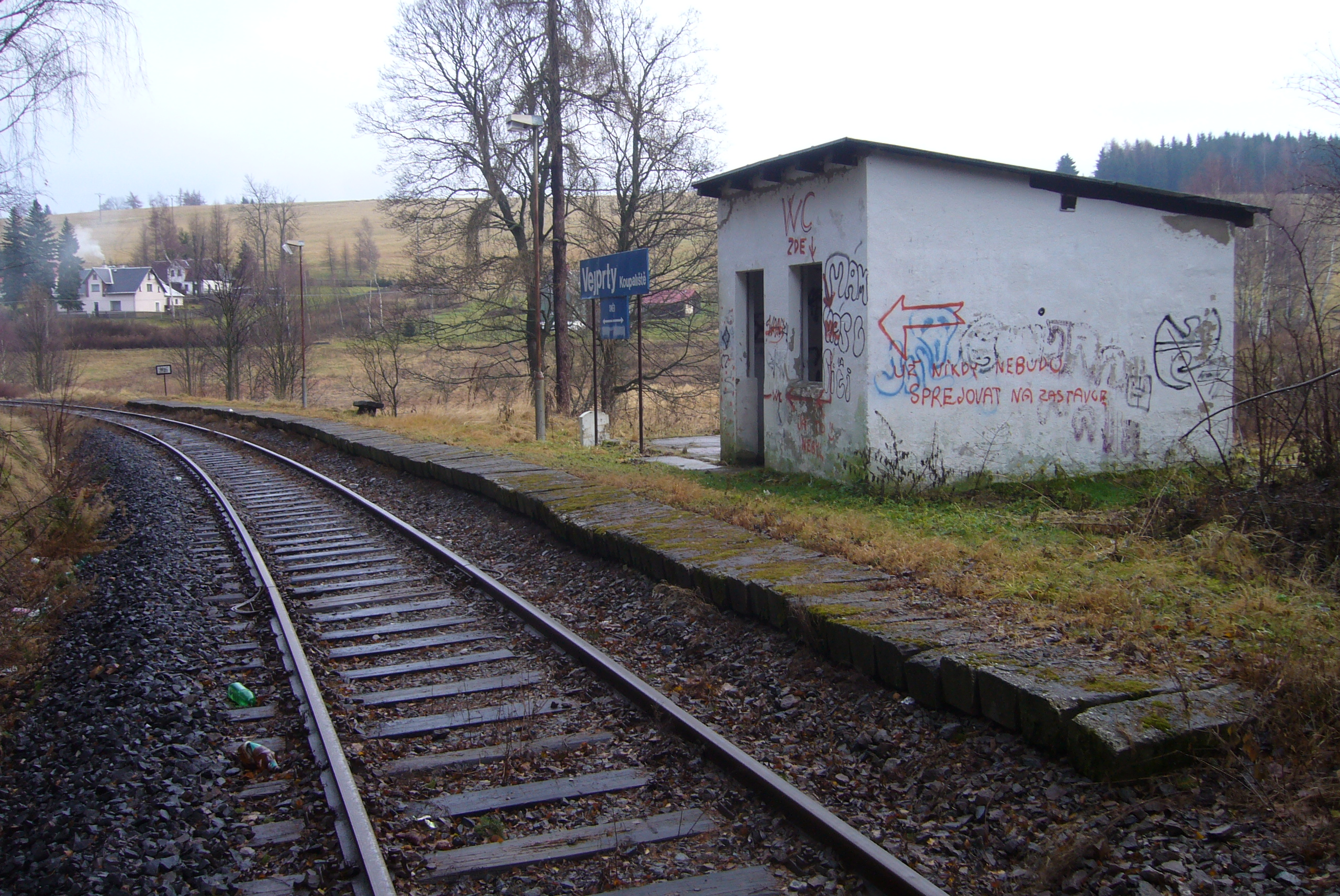
Vejprty koupaliště
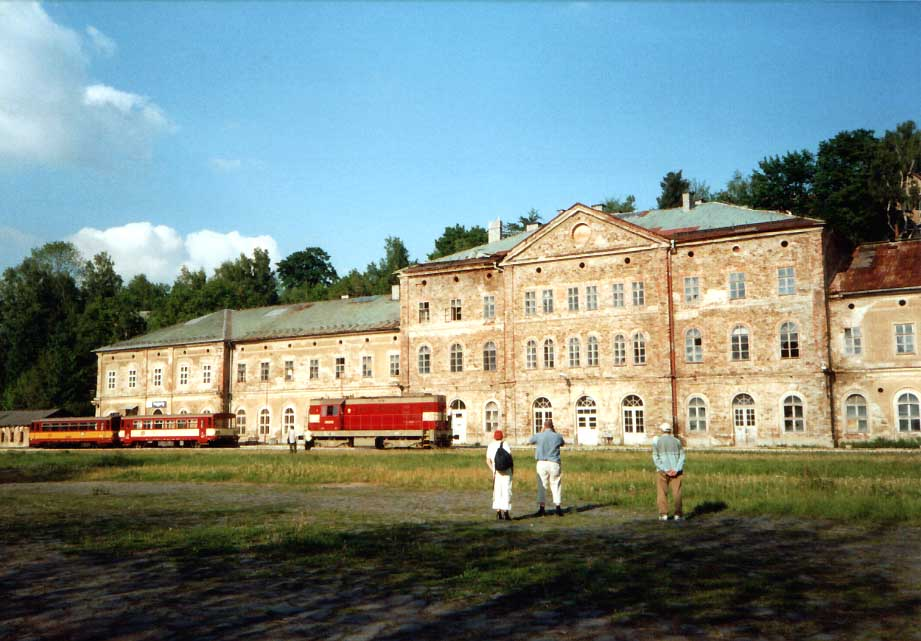
Vejprty před demolicí